# 鵺

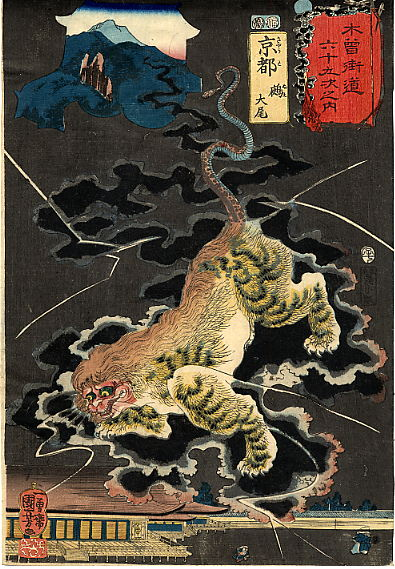
「京都 鵺 大尾」（「木曽街道六十九次」の内、歌川国芳画、嘉永5年（1852年）10月）

鵺、鵼、恠鳥、夜鳥、奴延鳥（ぬえ）は、日本の妖怪。

一方、『和漢三才図会』では鵺は怪鳥、怪異の類ではなく鳥類の一種としている。本項では主に妖怪の鵺について記述する。

## 外見

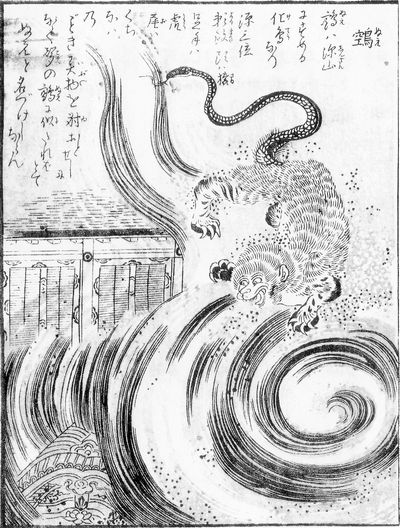
鳥山石燕『今昔画図続百鬼』より「鵼」

『平家物語』などに登場し、猿の顔、狸の胴体、前後の肢は虎、尾は蛇。文献によっては胴体については何も書かれなかったり、胴が虎で描かれることもある。また、『源平盛衰記』では「頭は猿、背は虎、尾は狐、足は狸、音は鵺なり」と表現した。さらに、室町時代には頭が猫で胴は鶏のものが出現したと書かれた資料もある。
描写される姿形は、北東の寅（虎）、南東の巳（蛇）、南西の申（猿）、北西の乾（犬とイノシシ）といった干支を表す獣の合成という考えもある。

## 行動
「ヒョーヒョー」という、鳥のトラツグミの声に似た大変に気味の悪い声で鳴いたとされる。
平安時代後期に出現したとされるが、平安時代のいつ頃かは、二条天皇の時代、近衛天皇の時代、後白河天皇の時代、鳥羽天皇の時代など、資料によって諸説ある。『平家物語』巻第四で英雄伝説として語られた源頼政の鵺退治が最も有名だが、歴史書や貴族の日記にはそれ以外にも鵺の出現が記録されている。

### 記録に残る鵺の出現
- 905年（延喜5年） - 2月2日、空で恠鳥（ぬえ）が鳴いたので、15日に諸社に幣を奉った。（日本紀略）[8]
- 1115年（永久3年） 
  - 6月25日、鵺が鳴いて後鳥羽院にわたる。（殿暦）[9]
  - 7月、洛中に鵺あらわる。（拾芥抄）[9]
- 1144年（天養元年） - 6月18日、鵺が鳴く。（台記）[10]
- 1153年（仁平三年） - 4月、毎夜、鵺という化鳥、宮中にあらわれ、源頼政、帝命によってこれを退治した。（平家物語）[10]
- 1212年（建暦2年） - 8月7日、西方で鵺が鳴いた。（玉葉）[11]
- 1231年（寛喜元年） - 4月8日、鵺があらわる。（吾妻鏡）[12]
- 1240年（延応2年） - 4月8日、前武州御亭で鵺が鳴いたので9日に百怪祭りをおこなう。（吾妻鏡）[12]
- 1333年（元弘3年） - 7月、紫宸殿上で鵺が鳴く。（太平記）[13]
- 1416年（応永23年）- 4月25日、北野社に鵺あらわれ、宮仕が射落とす。頭は猫、身は鶏、目は大きくて不気味に光る。（看聞日記）[14]
- 1774年（安永3年） - 4月、京都御所の屋根に手車をひくような声で、鵺が鳴いた。（閑憲自語）[15]

以上のリストは藤沢衛彦『図説日本民俗学全集』の「日本怪奇妖怪年表」から抜粋したもので、年表で「鵼」と表記されているものは「鵺」に改めた。鳴き声のみの記述には鳥類の鵺が含まれている可能性がある。
なお、京都市埋蔵文化財研究所の丸川義広は世情が不安定だった平安末期から鎌倉時代、南北朝時代の動乱期に鵺が多く現われると年表を元に分析している。

## 名称

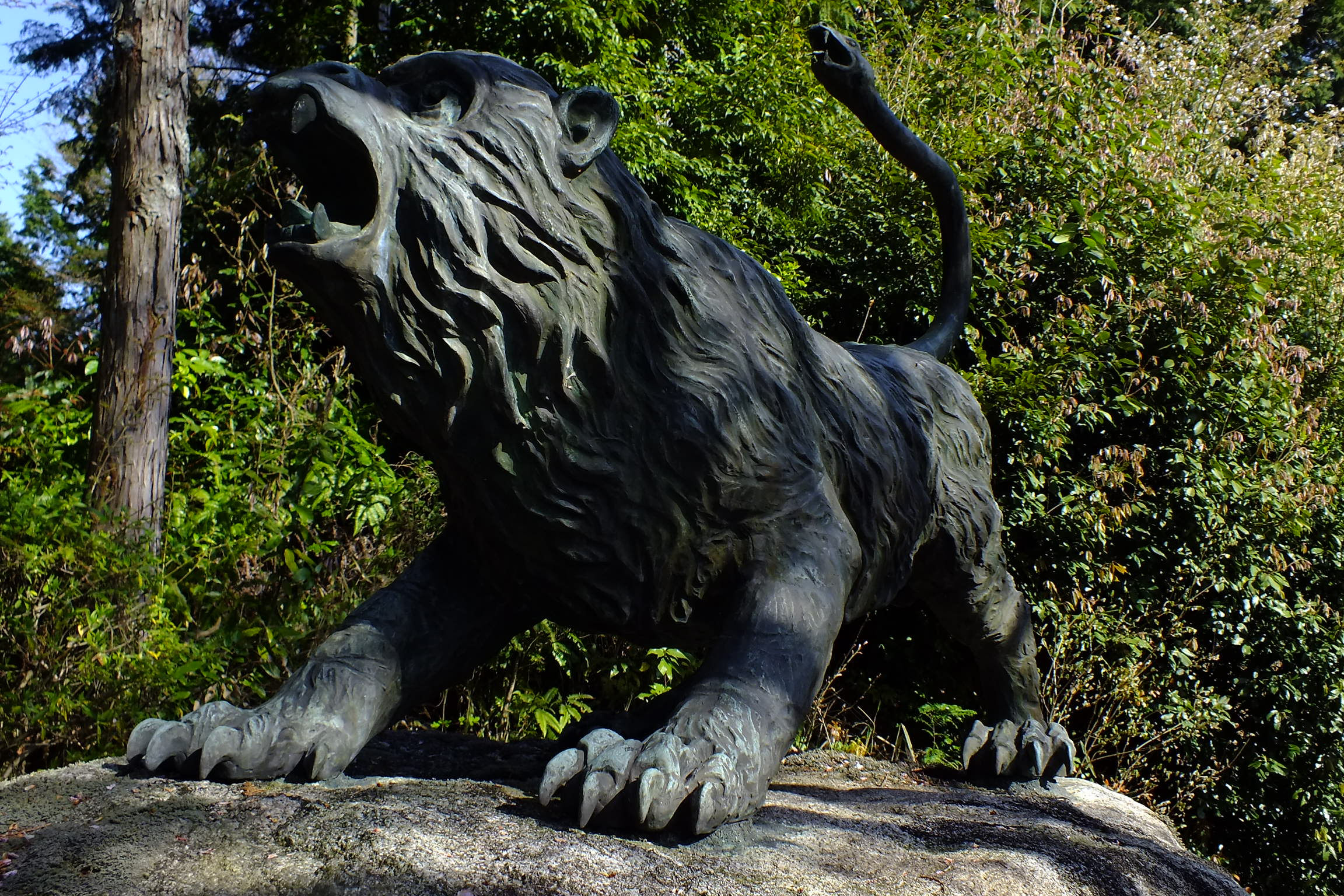
伝説に基づき再現された鵺の像（兵庫県西脇市・長明寺）

元来、鵺（や）はキジに似た鳥とされるが正確な同定は不明である。「夜」は形声の音符であり、意味を伴わない。諏訪春雄は中国の博物誌『山海経』「北山経」に収録されている白鵺（はくや）という想像上の鳥と、別の想像上の怪鳥である鵼（こう・くう）を日本では同一視して共に「ぬえ」と読み、意味的にも混同したと述べている。
日本では、夜に鳴く鳥とされ、『古事記』『万葉集』に名が見られる。この鳴き声の主は、鳩大で黄赤色の鳥と考えられたが、現在では、トラツグミとするのが定説である。この鳥の寂しげな鳴き声は平安時代頃の人々には不吉なものに聞こえたことから凶鳥とされ、天皇や貴族たちは鳴き声が聞こえるや、大事が起きないよう祈祷したという。
『平家物語』にある怪物はあくまで「鵺の声で鳴く得体の知れないもの」で名前はついていなかった。しかし現在ではこの怪物の名前が鵺だと思われ、そちらの方が有名である。

## 鵺退治

### 源頼政の鵺退治
『平家物語』や摂津国の地誌『摂津名所図会』などによると、鵺退治の話は以下のように述べられている。平安時代末期、天皇（近衛天皇）の住む御所・清涼殿に、毎晩のように黒煙と共に不気味な鳴き声が響き渡り、二条天皇がこれに恐怖していた。遂に天皇は病の身となってしまい、薬や祈祷をもってしても効果はなかった。

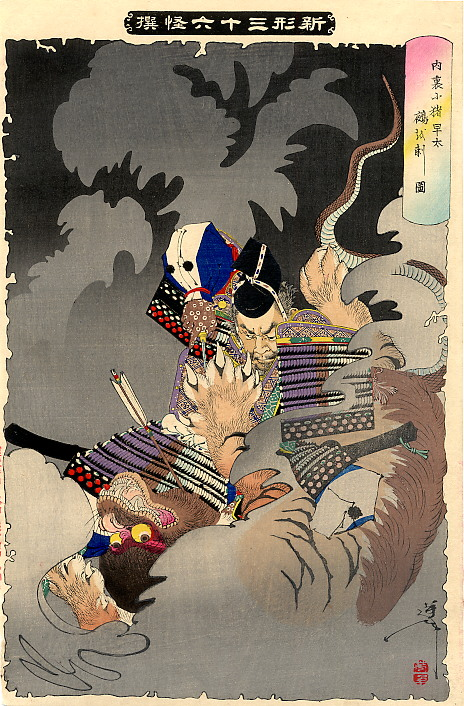
「新形三十六怪撰：猪早太と鵺」月岡芳年画

側近たちはかつて源義家が弓を鳴らして怪事をやませた前例に倣って、弓の達人である源頼政に怪物退治を命じた。頼政はある夜、家来の猪早太（井早太との表記もある）を連れ、先祖の源頼光より受け継いだ弓「雷上動」（らいしょうどう）を手にして怪物退治に出向いた。すると清涼殿を不気味な黒煙が覆い始めたので、頼政が山鳥の尾で作った尖り矢を射ると、悲鳴と共に鵺が二条城の北方あたりに落下し、すかさず猪早太が取り押さえてとどめを差した。その時宮廷の上空には、カッコウの鳴き声が二声三声聞こえ、静けさが戻ってきたという。これにより天皇の体調もたちまちにして回復し、頼政は天皇から褒美に獅子王という刀を貰賜した。
退治された鵺のその後については諸説ある。『平家物語』などによれば、京の都の人々は鵺の祟りを恐れて、死体を船に乗せて鴨川に流した。淀川を下った船は大阪東成郡に一旦漂着した後、海を漂って芦屋川と住吉川の間の浜に打ち上げられた。芦屋の人々はこの屍骸をねんごろに葬り、鵺塚を造って弔ったという。鵺を葬ったとされる鵺塚は、『摂津名所図会』では「鵺塚 芦屋川住吉川の間にあり」とある。
また江戸時代初期の地誌『芦分船』によれば、鵺は淀川下流に流れ着き、祟りを恐れた村人たちが母恩寺の住職に告げ、ねんごろに弔って土に埋めて塚を建てたものの、明治時代に入って塚が取り壊されかけ、鵺の怨霊が近くに住む人々を悩ませ、慌てて塚が修復されたという。一方で『源平盛衰記』『閑田次筆』によれば、鵺は京都府の清水寺に埋められたといい、江戸時代にはそれを掘り起こしたために祟りがあったという。

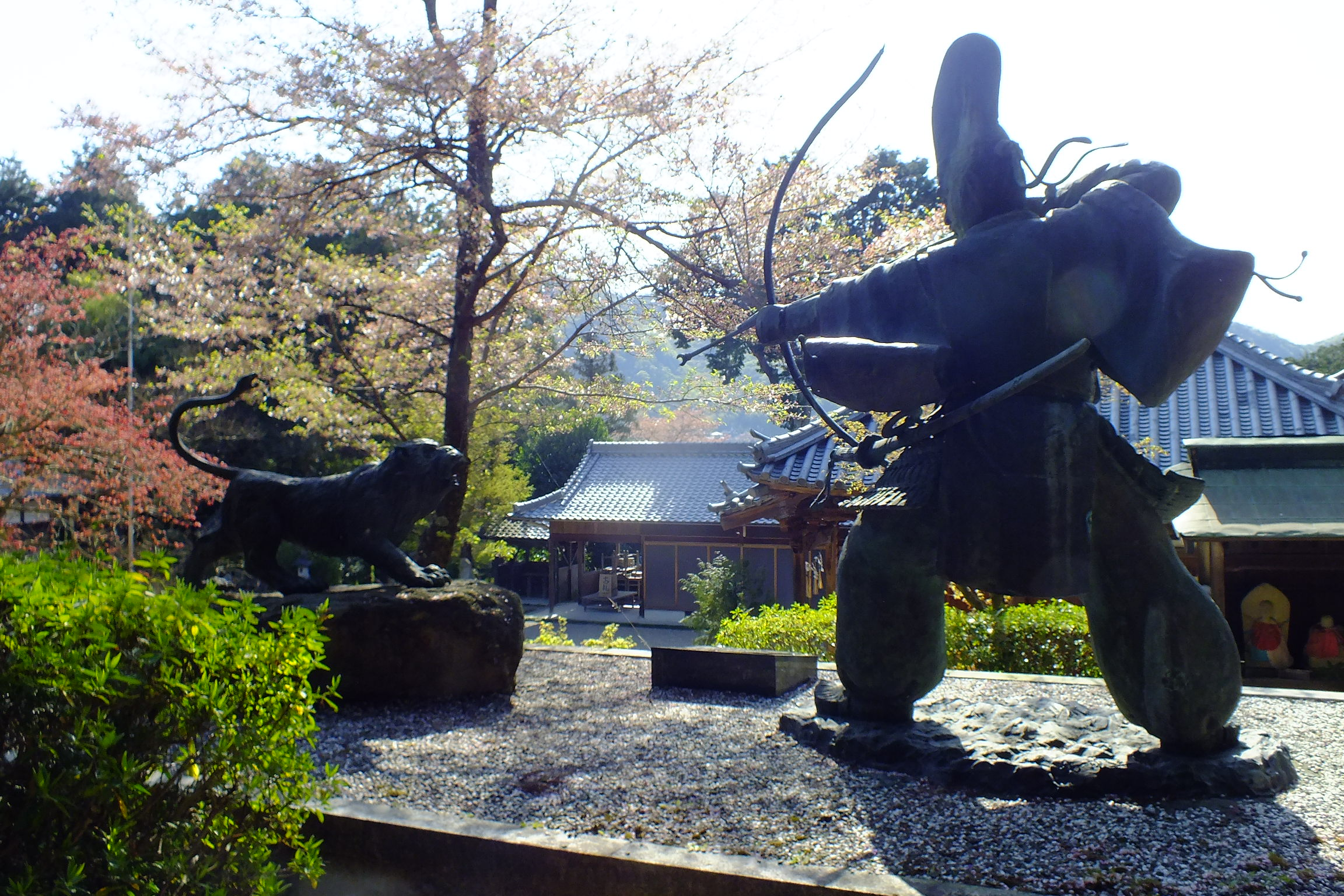
源頼政の鵺退治を再現した像（長明寺（兵庫県西脇市））

別説では鵺の死霊は一頭の馬と化し、木下と名づけられて頼政に飼われたという。この馬は良馬であったために平宗盛に取り上げられ、それをきっかけに頼政は反平家のために挙兵（以仁王の挙兵）してその身を滅ぼすことになり、鵺は宿縁を晴らしたのだという。
また静岡県の浜名湖西方に鵺の死体が落ちてきたともいい、浜松市浜名区の三ヶ日町鵺代、胴崎、羽平、尾奈といった地名はそれぞれ鵺の頭部、胴体、羽、尾が落ちてきたという伝説に由来する。
愛媛県上浮穴郡久万高原町には、鵺の正体は頼政の母だという伝説もある。かつて平家全盛の時代、頼政の母が故郷のこの地に隠れ住んでおり、山間部の赤蔵ヶ池という池で、息子の武運と源氏再興をこの池の主の龍神に祈ったところ、祈祷と平家への憎悪により母の体が鵺と化し、京都へ飛んで行った。母の化身した鵺は天皇を病気にさせた上、自身を息子・頼政に退治させることで手柄を上げさせたのである。頼政の矢に貫かれた鵺は赤蔵ヶ池に舞い戻って池の主となったものの、矢傷がもとで命を落としたという。

### 平清盛の鵺退治
『平家物語』および『源平盛衰記』では源頼政の前に平清盛が鵺を退治している。
崇徳天皇の時代。ある夜、御所の南殿（紫宸殿の別名）に鵺の鳴き声が響き、一匹の鳥が飛び渡る。右衛門尉であった平清盛に朝敵討伐として捕えよと命が下ったが、自在に空を飛び回り、しかも姿は見えず声だけの相手である。清盛は天子の命によって天竺では獅子、中国では虎、本邦でも空に響く雷や池の鷺を捕らえた者が名を残した故事を思い出し、音を頼りに宣旨であると申し出て躍り掛かったところ、鳥は清盛の右袖へ飛び込んできて捕らえられた。
捕らえてみると鳥ではなく鼠に似た動物（毛朱）であった。博士によると垂仁天皇の在位中、即位3年2月2日にもこの動物が現われ、捕らえ損なって門外に逃げた後、7年の大疫病、7年の大飢饉、7年の大兵乱が起きたという。
これを捕らえたのは吉事であるとして、竹に籠めて清水寺の岡に埋められた。この場所は「毛朱一竹塚」と呼ばれている。平清盛は恩賞として安芸守（安芸国の国司）に任命された。（『源平盛衰記』巻一、清盛捕化鳥並一族官位昇進附禿童並王莽事）
江戸時代後期の儒学者朝川鼎は1850年（嘉永3年）に刊行した『善庵随筆』にて「毛朱」は「毛未」の誤りであって、和名「毛美」すなわちムササビあるいはモモンガであったと『和名類聚抄』を元に説いた。そのためか後年の写本には「毛シュウ」と表記したものがある。

## 文献における鵺
14世紀半前半に兼好法師によって書かれた徒然草の第二百十段は次のとおりである。

喚子鳥は春のものなりとばかり言ひて、如何なる鳥ともさだかに記せる物なし。或る真言書の中に喚子鳥鳴く時招魂の法をば行ふ次第あり。これは鵺なり。万葉集の長歌に「霞立つ長き春日の」など続けたり。鵺鳥も喚子鳥のことざまに通ひて聞ゆ。

これは「ある真言書」に出てくる喚子鳥が鵺のことであるとその区別を指摘したうえで、鵺＝喚子鳥と同一視される理由をその「ことざま」が類似しているためであろうという考察を加えている。
守覚法親王によって東密小野流に伝えられ諸尊法を集成した『秘鈔』（13世紀半ば）の巻九に「延命招魂作法」の項目があり、「毎初夜之時行之。後夜日中不然。」という記述が見られる。

## 史跡

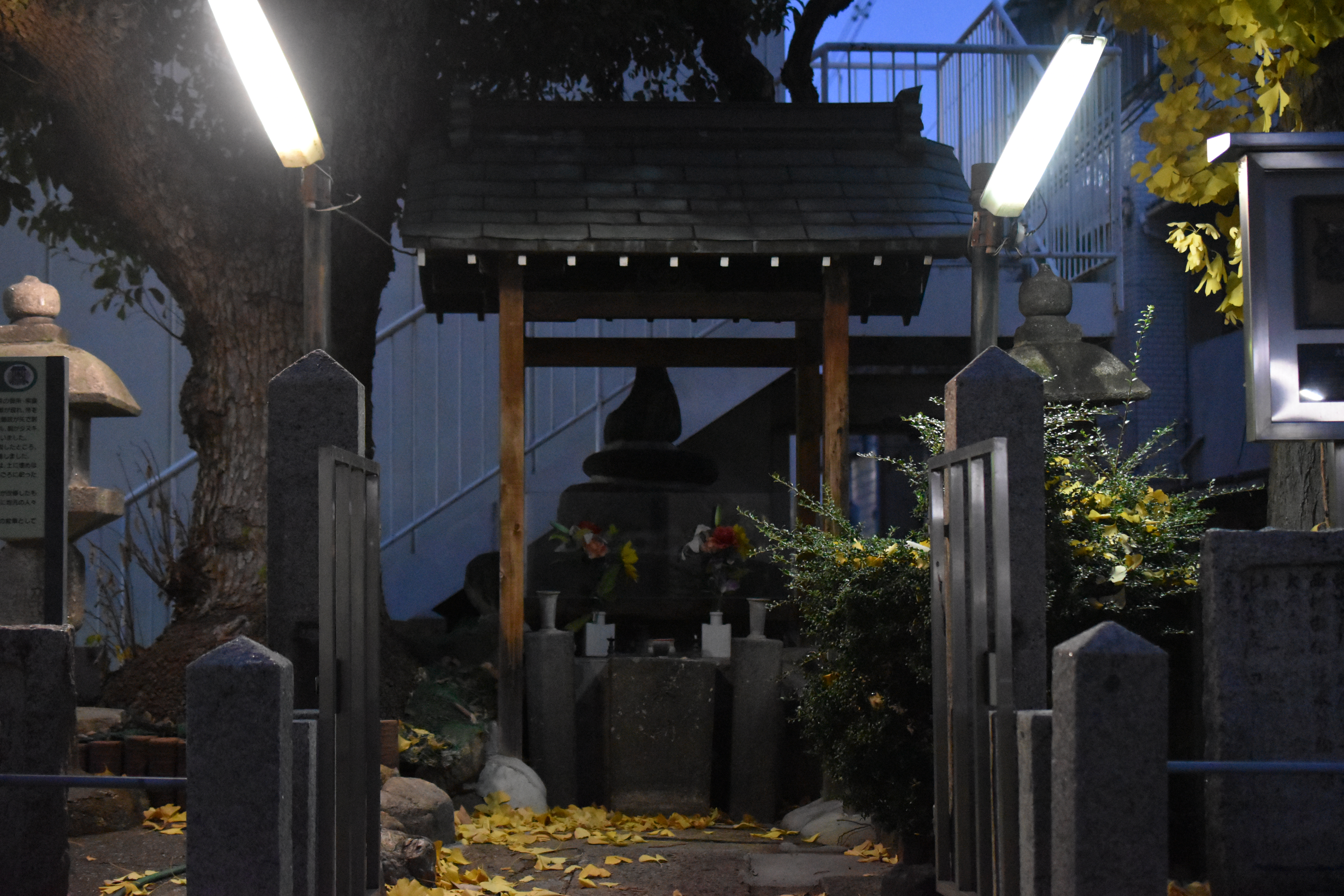
都島の鵺塚

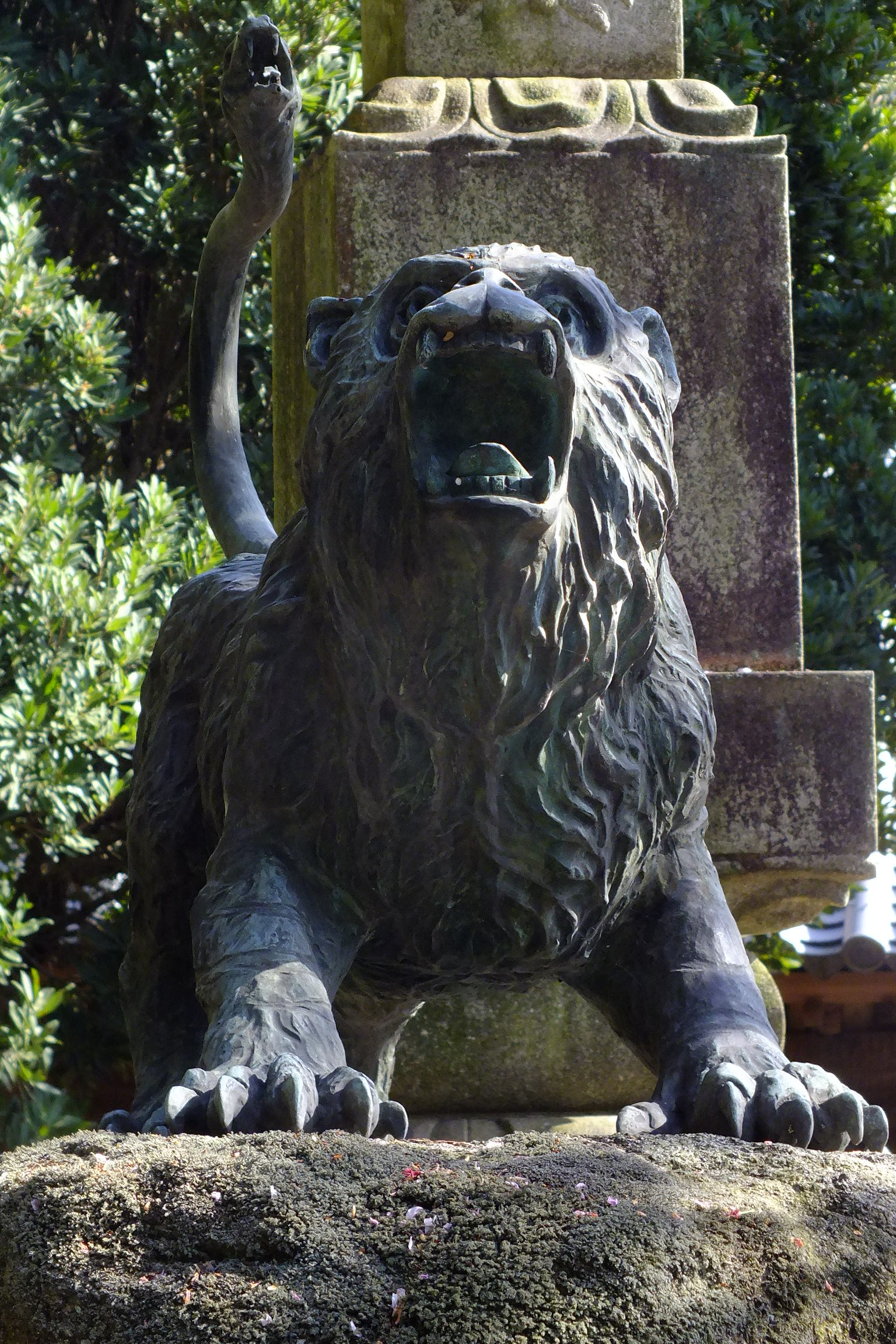
頼政の所領地であった西脇市・長明寺に建立された鵺（正面）

鵺塚（阪神芦屋駅近く、松浜公園の一画）
『平家物語』で川に流された鵺を葬ったとされる塚。付近に掛かっている鵺塚橋の名はこの鵺塚に由来する。往時の塚は所在地がはっきりせず、現在のものも1917年（大正6年）に建立された後、戦前の時点で宅地化によって碑石が鵺塚橋の東の松林に移された。
鵺塚（大阪市都島区）
『芦分船』で淀川下流に流れ着いた鵺を葬ったとされる塚。現在の塚は前述の通り1870年に大阪府が改修したもので、祠も1957年に地元の人々によって改修されたもの。
鵺塚（京都府京都市）
京都市左京区岡崎公園運動場付近。京都の清水寺に鵺を葬ったという伝承との関連性は不明。『源平盛衰記』や『平家物語』において、鵺は京洛東三条の森から黒雲と共に現れると表現しており、1862年（文久2年）発行の『雲錦随筆』では東三条の社の古跡として鵺塚を紹介している。1894年（明治27年）に後高倉太上天皇の御陵伝説地に指定され、後に陵墓参考地とされた。1955年（昭和30年）に伏見区内に改葬した上で指定を解除し、岡崎グラウンドとして整備されたことで塚自体は失われたその際に行われた発掘調査の結果、古墳時代の墳墓であることが判明している。
鵺池
二条城北西の上京区主税町、二条公園にある池。頼政が鵺を射抜いて血塗られた矢を洗ったとされる。鵺池碑(復旧)が建立されている。現在では池跡が親水施設状に改装されている。
神明神社
京都市下京区。頼政が鵺退治の前にここで祈願し、見事退治した礼といって矢尻を奉納したという。この矢尻は社宝とされ、普段は写真のみ展示されており、毎年9月の祭礼で実物が公開される。
矢根地蔵
京都府亀岡市。頼政が鵺退治の際、守り本尊である地蔵菩薩に願をかけたところ、夢枕に地蔵が現れ、矢田の鶏山の白鳥の羽で矢を作るよう告げた。この伝承にちなみ、この地蔵は矢尻を持った姿をしているが、普段は非公開。
長明寺
兵庫県西脇市。この地はもとは頼政の所領地であり、寺の境内には頼政による鵺退治の像があるほか、寺のそばの矢竹藪という竹薮は、頼政が鵺退治の矢に用いる竹を採取したといわれる。
これらのほか、大分県別府市の八幡地獄にあったテーマパーク「怪物館」には鵺のミイラがあったといい、ほかにも類のない貴重なものと言われたが、このテーマパークは現存せず、ミイラの行方も判明していない。

## 鵺に関連する文化
- 掴みどころがなく得体の知れない人物・集団を喩える際に「鵺のようだ」[44]などと使われる。
- 能の演目『鵺』 - 平家物語の説話を基にした、世阿弥の作[49][50]。切能（五番目物）の畜類物。
- 石見神楽 - 同じく源頼政の鵺退治伝説を基にした『頼政』を代表的演目の一つに持つ神楽。
- 鵺払い祭り - 静岡県伊豆の国市伊豆長岡温泉で毎年1月28日に行われる祭り。「鵺踊り」や「餅まき」が行われる[51]。
- 大阪港では、紋章デザインのモチーフとして鵺が使われている。鵺塚の伝説から、鵺と大阪湾が関係しているため選定された[26]。
- レッサーパンダの化石が新潟で見つかっていた[52]ことを根拠に、「鵺（妖怪）の正体はレッサーパンダだった？」とも騒がれたが、Parailurus[53][54]とされた化石自体が違っていた[55][56]。